# Moon In June
«Moon In June» es una canción del grupo inglés de rock progresivo y jazz fusion Soft Machine. Es la primera canción en el segundo disco de Third (1970), y la única en la que no participa el saxofonista Elton Dean.

## Información
También conocida como "The Moon In June" en posteriores recopilatorios es la última canción con letra que haya grabado Soft Machine, y su última mirada atrás al sonido progresivo de su época pre-jazz. La canción tiene tres partes. La part uno es un pastiche de temas vocales, tomados de las tempranas "That's How Much I Need You Now" y "You Don't Remember", pero mayormente de viñetas grabadas por Wyatt en un demo en octubre de 1968 durante unas vacaciones en New York. Un extracto de un demo distinto (parte uno), grabado en noviembre de ese año, fue incluido en el lanzamiento de archivo Flotsam Jetsam (2001).
La parte dos es una larga sección instrumental compuestas después. Es más acorde con la experimentación colectiva del grupo en ese período. La parte tres es un drone  en la que Wyatt se une a Rab Spall en el violín, tocando un solo de forma libre que fue grabado de manera independiente y sin hacer referencia a la música que acompaña. La sección se añadió luego con las variaciones de velocidad de cinta para hacer acelerar el violín y retrasar en el tiempo con ritmos de la música. Durante la parte tres, el canto improvisado de Wyatt incluye referencias no acreditas a canciones de Kevin Ayers: "Singing a Song in the Morning" y "Hat Song". Un demo con las partes dos y tres fue grabado por la banda en la primavera de 1969. Se incluyó en el lanzamiento de archivo Backwards (2002).
Cuando grabó la versión comercial de la Moon In June en Third, Wyatt tuvo que enfrentar el resto del desinterés del grupo en tocar la canción, lo que llevó a producir e interpretarlo el mismo. Sus compañeros miembros aparecen en las secciones de la pieza - Hugh Hopper juega un breve tema bajo unos minutos en la canción, y tanto él como Mike Ratledge realizan en la parte dos. Pese a esto, el grupo realizó Moon In June en vivo en varias ocasiones. El 24 de mayo de 1970 la grabación que consiste en una versión abreviada de las partes 2 y 3 sólo, tocada en vivo en Londres, se encuentra en el álbum Backwards. Un pre-Third rendimiento que incluye una parte instrumental acortado drásticamente 1 fue grabado en vivo en el concierto de Fairfield Salas mencionado y aparece en el disco de archivo Noisette (2000).

## Personal
- Robert Wyatt – voz, piano, órgano, bajo, batería, compositor, productor
- Mike Ratledge – teclados
- Hugh Hopper – bajo

Adicionales
- Rab Spall – violín
- Andy Knight – ingeniero de sonido